# Marina Foïs
Marina Foïs (Boulogne-Billancourt, 21 januari 1970) is een Frans actrice in theater en films.

## Biografie
Marina Foïs werd in 1970 geboren in Boulogne-Billancourt. Haar moeder was psycholoog en haar vader een onderzoeker in thermo-kernfysica en ze had twee jongere zussen en een oudere broer. Foïs volgde al vanaf zevenjarige leeftijd theater en in 1986 begon de passie voor komedie met een rol in het toneelstuk L'École des femmes. Ze werd opgemerkt door Dominique Farrugia waardoor ze een rol kreeg in La Grosse Émission op de Franse themazender Comédie!. Vanaf 2001 richtte Foïs zich meer op speelfilms en in 2003 werd ze genomineerd voor de César voor beste vrouwelijke belofte voor haar rol in Filles perdues, cheveux gras. Tussen 2008 en 2017 werd Foïs driemaal genomineerd voor de César voor beste actrice maar greep telkens naast de prijs.

### Privaat
Nadat ze een tijdje een relatie had met acteur Maurice Barthélemy is ze nu samen met filmregisseur Éric Lartigau met wie ze samen twee zonen heeft, geboren in 2004 en 2008.

## Filmografie

### Films
- 2022 - As bestas (Rodrigo Sorogoyen)
- 2021 - Barbaque (Fabrice Eboué) - Sophie
- 2018 - Le Grand Bain (Gilles Lellouche) - Claire
- 2017 - Gaspard va au mariage (Antony Cordier)
- 2016 - La Tour de contrôle infernale (Éric Judor) - Stéphanie Lanceval (Marie-Joëlle)
- 2016 - Pericle il Nero (Stefano Mordini) - Anastacia
- 2016 - Irréprochable (Sébastien Marnier) - Constance
- 2016 - Papa ou Maman 2 (Martin Bourboulon) - Florence Leroy
- 2015 - Papa ou Maman (Martin Bourboulon) - Florence Leroy
- 2015 - Orage (Fabrice Camoin) - Maria
- 2014 - La Ritournelle (Marc Fitoussi) - Christiane
- 2014 - Bodybuilder (Roschdy Zem) - Léa
- 2014 - Tiens-toi droite (Katia Lewkowicz) - Louise
- 2013 - Boule et Bill van (Alexandre Charlot en Franck Magnier) - Carine
- 2013 - Vandal (Hélier Cisterne) - Hélène
- 2013 - 100% cachemire (Valérie Lemercier) - Sophie
- 2012 - Maman (Alexandra Leclère) - Alice
- 2011 - Les Yeux de sa mère (Thierry Klifa) - Maylis Tremazan
- 2011 - Polisse (Maïwenn) - Iris
- 2010 - L'Immortel (Richard Berry) - Marie Goldman
- 2010 - Happy Few (Antony Cordier) - Rachel
- 2010 - L'Homme qui voulait vivre sa vie van (Éric Lartigau) - Sarah Exben
- 2009 - Le Bal des actrices (Maïwenn) - zichzelf
- 2009 - Le code a changé (Danièle Thomson) : Mélanie Carcassonne
- 2009 - Non ma fille tu n'iras pas danser (Christophe Honoré) - Frédérique
- 2008 - Un cœur simple (Marion Laine) - Mathilde Aubain
- 2008 - La Personne aux deux personnes Nicolas et Bruno) - Muriel Perrache
- 2007 - Darling (Christine Carrière) - Catherine Nicolle
- 2007 - Le Plaisir de chanter (Ilan Duran Cohen) - Muriel
- 2006 - Un ticket pour l'espace (Éric Lartigau) - Soizic Le Guilvinec
- 2006 - Essaye-moi (Pierre-François Martin-Laval) - moeder van Firmin
- 2004 - RRRrrrr!!! (Alain Chabat) - Guy
- 2004 - Casablanca Driver (Maurice Barthélemy) - Sandy
- 2004 - J'me sens pas belle (Bernard Jeanjean) - Fanny Fontana
- 2004 - À boire (Marion Vernoux) - Bénédicte
- 2004 - Un petit jeu sans conséquence (Bernard Rapp) - Axelle
- 2003 - Mais qui a tué Pamela Rose? (Éric Lartigau) - apotheekklant
- 2003 - Bienvenue au gîte (Claude Duty) - Caroline
- 2003 - Les Clefs de bagnole (Laurent Baffie) - zichzelf
- 2002 - Asterix & Obelix: Missie Cleopatra (Alain Chabat) - Sucettalanis
- 2002 - Le Raid (Djamel Bensalah) - la nourrice des enfants de Carlito
- 2002 - Jojo la frite (Nicolas Cuche) - Marie
- 2002 - Filles perdues, cheveux gras (Claude Duty) - Natacha
- 2001 - La Tour Montparnasse infernale (Charles Némès) - Stéphanie Lanceval (Marie-Joëlle)
- 1999 - Trafic d'influence (Dominique Farrugia) - l'invitée aux pétards
- 1999 - Mille bornes (Alain Beigel)
- 1998 - Serial Lover (James Huth) - Mina Schuster
- 1994 - Casque bleu (Gérard Jugnot) - Julie

### Televisie
- 2017: Manon 20 ans van Jean-Xavier de Lestrade
- 2015: Démons van Marcial Di Fonzo Bo (tv-film) - Katarina
- 2014: 3 x Manon, miniserie van Jean-Xavier de Lestrade
- 2013: Tout est permis van Émilie Deleuze (tv-film)
- 2012: Bref (televisieserie)
- 2003: Le Grand Plongeoir
- 2000-2001: L'Instant norvégien
- 2000-2001:  La Cape et l'Épée
- 1999-2000: Nulle part ailleurs
- 1997-1999: La Grosse Émission
- 1997: Et si on faisait un bébé? van Christiane Spiero (tv-film)

## Theater
- 2015: Démons van Lars Noren
- 2011: Harper Regan van Simon Stephens
- 2010/2012: Une maison de poupée van Henrik Ibsen
- 2008: La Estupidez van Rafael Spregelburd
- 2006: Viol van Botho Strauss
- 2006: La Tour de la Défense van Copi
- 2006: Les poulets n'ont pas de chaises van Copi
- 2005: La Tour de la Défense van Copi
- 1997: Robin des Bois d'à peu près Alexandre Dumas naar de roman van Alexandre Dumas
- 1996: Dorothy Parker: Les heures blêmes van Dorothy Parker
- 1995: L'Heureux Stratagème van Marivaux
- 1994: La Princesse d'Élide van Molière
- 1993: Reniflard and Co. van The Marx Brothers
- 1993: Souffleurs van Dino Buzzati
- 1992: Zizanie van Julien Vartet
- 1991: Le Bébé de Monsieur Laurent van Roland Topor
- 1991: 29 degrés à l'ombre en Maman Sabouleux van Eugène Labiche
- 1988: Britannicus van Jean Racine
- 1987: L'Occasion van Prosper Mérimée
- 1986: L'École des femmes van Molière

## Prijzen en nominaties
De belangrijkste:
| Jaar | Prijs | Categorie                 | Film                         | Uitslag     |
| ---- | ----- | ------------------------- | ---------------------------- | ----------- |
| 2017 | César | Beste actrice             | Irréprochable                | Genomineerd |
| 2012 | César | Beste actrice             | Polisse                      | Genomineerd |
| 2008 | César | Beste actrice             | Darling                      | Genomineerd |
| 2003 | César | Beste vrouwelijke belofte | Filles perdues, cheveux gras | Genomineerd |